# Kirsten van de Ven
Kirsten van de Ven (Heesch, 11 maggio 1985) è un'ex calciatrice olandese, di ruolo attaccante, già della nazionale olandese.

## Carriera

### Club
In carriera si è aggiudicata 2 titoli di Damallsvenskan, nel 2012 con il Tyresö FF e nel 2014 con il Rosengård. Nel 2015 la supercupen con lo stesso Rosengård e nel 2016 vince l'ultimo titolo nell'Eredivisie con la maglia del Twente prima dell'addio al calcio giocato.

### Nazionale
Ha segnato due gol durante i campionati mondiali del 2015 in Canada.

## Palmarès
- Campionato svedese: 2

Tyresö: 2012
Rosengård: 2014
- Supercoppa svedese: 1

Rosengård: 2015
- Campionato olandese: 1

Twente: 2015-2016